# Joyland
Pour le film du même nom, voir Joyland (film).
Joyland (titre original : Joyland) est un roman policier de Stephen King paru aux États-Unis le 4 juin 2013 directement en livre de poche (dans la même collection que Colorado Kid). Une édition limitée en grand format est sortie le 11 juin 2013. Les éditions Albin Michel publient le roman le 30 avril 2014 directement en grand format, à l'inverse de la traduction française de Colorado Kid qui était paru au format poche chez J'ai lu.

## Résumé
En 1973, Devin Jones, étudiant à l'université du New Hampshire, vient travailler pour l'été à Joyland, le parc d'attractions de Heaven's Bay, près de Wilmington, en Caroline du Nord. Il apprend le métier sous la houlette de Lane Hardy, Fred Dean et Gary Allen, trois forains expérimentés, et se lie d'amitié avec deux autres saisonniers, Erin Cook et Tom Kennedy. On lui raconte aussi l'histoire de la jeune femme assassinée par un tueur en série dans le train fantôme et dont le spectre hante depuis l'attraction. Devin traverse une période de profonde déprime car sa petite amie l'a quitté mais il se découvre un talent particulier pour jouer le rôle de Howie, le chien qui est la mascotte du parc.
Au cours de l'été, Devin sauve la vie d'une petite fille qui était en train de s'étouffer, ce qui lui vaut la reconnaissance de M. Easterbrook, le propriétaire du parc. Tom aperçoit le fantôme de la jeune femme assassinée, ce qui accroit l'intérêt de Devin pour cette histoire. Désireux de voir lui aussi le fantôme, Devin fait prolonger son contrat et, à la fin de l'été, il demande à Erin, désormais en couple avec Tom, de faire des recherches sur le meurtre. Il fait par ailleurs la connaissance d'Annie Ross, une mère célibataire, et de son fils Mike, garçon de 11 ans atteint de la myopathie de Duchenne et ayant un don de médium. Erin revient livrer à Devin le résultat de ses recherches, lui apprenant qu'il y avait toujours une fête foraine près des lieux où le tueur a fait ses autres victimes.
Avec l'aide de Fred Dean et de Lane Hardy, Devin organise pour Mike une visite privée de Joyland et la présence du jeune garçon libère le fantôme de la jeune femme. Pendant la nuit, Devin assemble les dernières pièces du mystère et comprend que le tueur est Lane Hardy. Ce dernier a compris de son côté que l'étau se refermait et menace de tuer Mike et Annie si Devin ne vient pas le rejoindre au parc. Lane fait monter Devin avec lui sur la grande roue et est sur le point de le tuer quand Annie, prévenue grâce au don de Mike, l'abat d'un coup de fusil. Devin retourne à l'université et Annie lui apprend quelques mois plus tard que Mike vient de mourir. Annie et Devin dispersent ses cendres sur la plage près de Joyland.

## Accueil
Joyland, sorti directement en livre de poche aux États-Unis, a occupé la première place des ventes en poche pendant six semaines. C'est le premier livre de Stephen King depuis Dreamcatcher à arriver en tête des ventes des livres de poche et c'est aussi la première fois que l'éditeur Hard Case Crime a un livre qui arrive en tête des ventes.

## Distinctions
Joyland a été nommé au prix Edgar-Allan-Poe 2014 dans la catégorie du meilleur livre original en poche.

## Éditions françaises
Édition originale
- Stephen King (trad. de l'anglais par Nadine Gassié et Océane Bies), Joyland : roman [« Joyland »], Paris, éd. Albin Michel, 30 avril 2014, 323 p., 23 cm (ISBN 978-2-226-25806-9, BNF 43811109)

Livre audio
- Stephen King (trad. de l'anglais par Nadine Gassié et Océane Bies), Joyland [« Joyland »], Paris, éd. Audiolib, 5 novembre 2014 (ISBN 978-2-35641-842-5, BNF 44211958)Texte intégral ; narrateur : Aurélien Ringelheim ; support : 1 disque compact audio MP3 ; durée : 9 h 56 min environ ; référence éditeur : Audiolib 4944502.

Édition au format de poche
- Stephen King (trad. de l'anglais par Nadine Gassié et Océane Bies), Joyland [« Joyland »], Paris, Librairie générale française, coll. « Le Livre de poche », 10 février 2016, 399 p., 18 cm (ISBN 978-2-253-18396-9)